# Rotstein (Sächsische Schweiz)
Der Rotstein ist ein 457 m ü. NHN hoher Berg in der Sächsischen Schweiz.

## Lage und Umgebung
Der Rotstein liegt zwischen Rosenthal und Cunnersdorf auf dem Gebiet der Gemeinde Rosenthal-Bielatal. Nordöstlich des Rotsteins befindet sich der Katzstein (474 m) und der Spitzstein (410 m). Etwa sechs Kilometer östlich befinden sich die Zschirnsteine. Am Fuße des Rotsteins befindet sich die Trekkinghütte Rotsteinhütte, die Teil der Trekkingroute Forststeig Elbsandstein ist.